# 2003年巴姆大地震
2003年巴姆大地震是一场2003年12月26日伊朗标准时间上午05时26分（世界标准时：上午01时56分）发生在伊朗东南部克尔曼省的巴姆郡的地震，矩震级为6.6。这场地震的破坏性非常强大，共造成26271人死亡，另有30000人受伤。有人认为，由于该地区的大部分建筑并不符合伊朗在1989年颁布的规定，从而使得这次地震的破坏性才如此之大。
同时由于这次地震的关系，伊朗与美国的关系出现了解冻。在地震发生前，美国称呼伊朗为邪恶轴心；而地震发生后，美国则提供了直接的援助以换取伊朗遵守相关协议，以换取伊朗与国际原子能机构展开更广的合作。
地震发生后，伊朗政府也曾考虑过其首都德黑兰的地震问题。同时伊朗与国际组织合作，在巴姆震区开展了重建计划。新建的巴姆郡将执行更严格的抗震规定。